# Голубевка (Харьковская область)
Голубевка (укр. Голубівка), село, 
Бугаевский сельский совет,
Изюмский район,
Харьковская область.
Село Голубевка ликвидировано в ? году.

## Географическое положение
Село Голубевка находится в 2-х км на восток от села Россоховатое, в балке Голубовка, по которой протекает пересыхающий ручей, один из истоков реки Гороховатка.
К селу примыкает небольшой лесной массив (дуб).

## Экономика
- Птице-товарная ферма.